# 中信金融中心

中信金融中心，是中国深圳市的一座摩天大楼，位于南山区深圳湾超级总部，高312公尺、62层楼，于2016年动工、预计2026年完工，是深圳前三十高楼。